# Адміністративний устрій Надвірнянського району
Адміністративний устрій Надвірнянського району — адміністративно-територіальний устрій Надвірнянського району Івано-Франківської області на 1 міську, 2 селищні, 2 сільські громади, 1 міську раду та 15 сільських рад, які об'єднують 47 населених пунктів і підпорядковані Надвірнянській районній раді. Адміністративний центр — місто Надвірна.

## Список громадНадвірнянського району
- Ворохтянська селищна громада
- Делятинська селищна громада
- Ланчинська селищна громада
- Надвірнянська міська громада
- Пасічнянська сільська громада
- Переріслянська сільська громада
- Поляницька сільська громада
- Яремчанська міська громада

## Список радНадвірнянського району
| №  | Назва                           | Центр              | Населені пункти                                | Площа км² | Місце за площею | Населення (2001), осіб. | Місце за населенням | Густота населення, осіб/км² |
| -- | ------------------------------- | ------------------ | ---------------------------------------------- | --------- | --------------- | ----------------------- | ------------------- | --------------------------- |
| 1  | Надвірнянська міська рада       | м. Надвірна        | м. Надвірна                                    | 25.53     | 13              | 20932                   | 1                   | 819.9                       |
| 2  | Бистрицька сільська рада        | с. Бистриця        | с. Бистриця с-ще Згари с. Климпуші с-ще Причіл | 17.8      | 19              | 1260                    | 31                  | 7.1                         |
| 3  | Білоославська сільська рада     | с. Білі Ослави     | с. Білі Ослави                                 | 40.40     | 4               | 4525                    | 6                   | 112.0                       |
| 4  | Верхньомайданська сільська рада | с. Верхній Майдан  | с. Верхній Майдан                              | 17.7      | 20              | 1504                    | 27                  | 37.2                        |
| 5  | Гвіздська сільська рада         | с. Гвізд           | с. Гвізд с. Млини                              | 15.43     | 24              | 3691                    | 10                  | 239.2                       |
| 6  | Зеленська сільська рада         | с. Зелена          | с. Зелена с. Максимець с. Черник               | 38.01     | 5               | 4265                    | 8                   | 112.2                       |
| 7  | Каміннецька сільська рада       | с. Камінне         | с. Камінне                                     | 15.90     | 23              | 1107                    | 29                  | 69.6                        |
| 8  | Краснянська сільська рада       | с. Красна          | с. Красна                                      | 28.19     | 9               | 3226                    | 12                  | 114.4                       |
| 9  | Ліснотарновицька сільська рада  | с. Лісна Тарновиця | с. Лісна Тарновиця                             | 13.31     | 28              | 1675                    | 23                  | 125.8                       |
| 10 | Лоївська сільська рада          | с. Лоєва           | с. Лоєва                                       | 17.7      | 21              | 1547                    | 26                  | 87.4                        |
| 11 | Молодківська сільська рада      | с. Молодків        | с. Молодків                                    | 14        | 27              | 2629                    | 16                  | 187.8                       |
| 12 | Назавизівська сільська рада     | с. Назавизів       | с. Назавизів с. Мирне                          | 87.06     | 1               | 2386                    | 18                  | 27.4                        |
| 13 | Парищенська сільська рада       | с. Парище          | с. Парище с. Лісна Велесниця                   | 21.46     | 15              | 2079                    | 20                  | 96.9                        |
| 14 | Стримбівська сільська рада      | с. Стримба         | с. Стримба                                     | 12.71     | 30              | 2082                    | 19                  | 163.8                       |
| 15 | Тисменичанська сільська рада    | с. Тисменичани     | с. Тисменичани                                 | 26.92     | 12              | 3071                    | 13                  | 114.1                       |
| 16 | Цуцилівська сільська рада       | с. Цуцилів         | с. Цуцилів                                     | 12.73     | 29              | 1002                    | 30                  | 78.7                        |

* Примітки: м. — місто, смт — селище міського типу, с. — село, с-ще — селище